# ロー島
ロー島（ローとう、英語: Low Island）は、長さ14キロメートル、幅8キロメートルのサウス・シェトランド諸島にある島である。バハ島（スペイン語: Isla Baja）とも呼ばれ、かつてはジェムソン島（英語: Jameson Island）とも呼ばれていた。スミス島の南西23キロメートルに位置し、オズマール海峡により隔てられている。ロー島は、その標高の低さから名付けられた。
この島は、1820年代よりアメリカとイギリスのアザラシ猟の場として知られており、ロー島という名前は100年以上にわたって国際的に使われ続けている。

## 地図
- South Shetland Islands: Smith and Low Islands. Scale 1:150000 topographic map No. 13677. British Antarctic Survey, 2009.